# Volvo EX90
Le Volvo EX90 est un grand SUV électrique produit par le constructeur automobile suédois Volvo à partir du 5 mai 2024. Il s'agit de la troisième génération de Volvo XC90 déclinée dans une variante uniquement électrique qui ne remplace pas le XC90 thermique pour le moment, ce dernier continuant sa carrière en parallèle.

## Présentation
L'EX90 (projet V551) est présenté en novembre 2022. Il présente une nouvelle face avant munie de phares LED en forme de T qui rappelle le marteau de Thor encadrée dans un bloc optique, inspirée du concept Volvo Recharge. Les feux arrière verticaux juchés sur la lunette arrière sont désormais formés en trois sections car les feux horizontaux sur la partie basse en C mordent sur le hayon sauf qu'ils sont désormais coupés en deux.
Au salon de l'automobile de Shanghai 2023, Volvo présente une version très luxueuse à quatre places de son SUV appelée EX90 Excellence.

## Caractéristiques techniques
La Volvo EX90 est basée sur la plateforme technique Premium EPA dédié aux véhicules haut de gamme du groupe Geely nommée SPA2 chez Volvo, dont est notamment équipée la berline ES90 ou sa cousine Lotus Eletre.

### Motorisations
Au lancement, l'EX90 est dotée de deux moteurs électriques placés sur les essieux procurant une transmission intégrale. Deux puissances sont proposées : 408 ch et 770 N m de couple pour la version de base et  517 ch et 910 N m pour la version Performance. Une version Single Motor est lancée en juillet 2023, dotée d'un moteur de 205 kW (279 ch) alimenté par une batterie d'une capacité de 104 kWh.

### Batterie
Le SUV est équipé d'une batterie lithium-ion d'un capacité de 111 kWh, lui autorisant une autonomie de 600 km de base ou 580 km en Performance, rechargeable jusqu'à 250 kW en courant continu.
| Logo de Volvo                        | Volvo EX90                     | Volvo EX90                     | Volvo EX90                     |
| Logo de Volvo                        | Single Motor                   | Twin Motor                     | Twin Motor Performance         |
| ------------------------------------ | ------------------------------ | ------------------------------ | ------------------------------ |
| Type de moteur                       | Synchrone à aimants permanents | Synchrone à aimants permanents | Synchrone à aimants permanents |
| Puissance moteur (kW)                | arrière: 205                   | arrière : 180 avant : 180      | arrière : 180 avant : 200      |
| Puissance maximale (ch)              | 279                            | 408                            | 577                            |
| Couple maximal (N m)                 |                                | 770                            | 910                            |
| Transmission                         | Propulsion                     | Intégrale                      | Intégrale                      |
| Vitesse maximale (km/h)              | 180                            | 180                            | 180                            |
| 0-100 km/h (s)                       | 8,4                            | 5,9                            | 4,9                            |
| Masse à vide (kg)                    | 2637                           | 2811                           | 2796                           |
| Batterie                             |                                |                                |                                |
| Type                                 | Lithium-ion                    | Lithium-ion                    | Lithium-ion                    |
| Capacité brute (kWh)                 | 104                            | 111                            | 111                            |
| Autonomie mixte WLTP (km)            | 612                            | 622                            | 622                            |
| Consommation (kWh/100 km)            | 19,9                           | 20,9                           | 21,1                           |
| Poids (kg)                           |                                |                                |                                |
| Puissance maximale de charge         |                                |                                |                                |
| en courant alternatif monophasé (AC) |                                |                                |                                |
| en courant alternatif triphasé (AC)  |                                |                                |                                |
| en courant continu (DC)              |                                |                                |                                |
| Temps de recharge                    |                                |                                |                                |
| sur une prise domestique 16 A        |                                | 34 heures                      | 34 heures                      |
| sur une Wallbox 11 kW                |                                | 11 heures                      | 11 heures                      |
| sur une borne rapide 250 kW          |                                | 30 minutes (10 à 80 %)         | 30 minutes (10 à 80 %)         |

## Finitions
- Start[6]
  - 7 places ;
  - Alerte de trafic perpendiculaire arrière ;
  - Caméra de recul ;
  - Chargeur à induction pour smartphone, 6 ports USB-C ;
  - Climatisation automatique à 4 zones ;
  - Écran central tactile de 14,5 pouces ;
  - Hayon motorisé mains libres ;
  - Instrumentation numérique de 9 pouces ;
  - Jantes en alliage de 20 pouces ;
  - Pompe à chaleur ;
  - Projecteurs à LED ;
  - Régulateur de vitesse adaptatif ;
  - Sièges avant chauffants et électriques ;
  - Surveillance des angles morts ;
  - Système d’info-divertissement Android ;
  - Toit panoramique fixe.

- Plus (Start +)[7]
  - Affichage tête haute nouvelle génération ;
  - Incrustations intérieures rétroéclairées ;
  - Inserts en bois ;
  - Pare-chocs, bas de caisse et diffuseur arrière noir laqué ;
  - Système audio premium Bose 14 HP 940 W ;
  - Tableau de bord et panneaux de porte avec surpiqûres ;
  - Tapis en tissu haute qualité ;
  - Volant réglable électriquement.

- Ultra (Plus +)
  - Caméras à 360° ;
  - Configuration 6 ou 7 places au choix ;
  - Jantes en alliage de 21 pouces ;
  - Poignées affleurantes rétroéclairées ;
  - Portes à fermeture douce « soft close » ;
  - Projecteurs à LED à technologie Pixel adaptatifs ;
  - Sièges avant massants et support lombaire électrique ;
  - Sièges latéraux du rang 2 chauffants ;
  - Vitres latérales et arrière feuilletées ;
  - Volant chauffant.